# Hyalomma marginatum
Espèce
Hyalomma marginatum, également dénommée tique géante, est une espèce de grandes tiques de la famille des Ixodidae. 
Son habitat naturel se trouve dans des régions chaudes et sèches, notamment méditerranéennes. Elle tend à se propager vers le nord au XXIe siècle,.

## Mode de propagation
À l'état de larves et de nymphes, elle est transportée par des oiseaux migratoires. Elle infecte aussi divers animaux comme du bétail ou des lièvres. On la trouve désormais notamment en Russie, Allemagne, Espagne, Royaume-Uni, Pays-Bas, Sud de la France,.

## Maladies transportées par le parasite
Ce parasite peut transporter essentiellement 2 virus dangereux pour l'homme : celui responsable de la Fièvre hémorragique de Crimée-Congo et Rickettsia aeschlimannii.
En 2023, l'Anses publie une analyse des risques pour la santé humaine et animale liée aux tiques du genre Hyalomma présente en France et conseille à un renforcement de la surveillance à l'échelle nationale,.

## Systématique
Le nom valide complet (avec auteur) de ce taxon est Hyalomma marginatum C.L.Koch, 1844.
Ce taxon porte en français le nom vernaculaire ou normalisé suivant : tique à pattes rayées.

## Taxonomie
Selon BioLib (5 août 2019), il existe 2 sous-espèces :
- Hyalomma marginatum marginatum C.L. Koch, 1844
- Hyalomma marginatum rufipes C.L. Koch, 1844